# Grotte Franchthi
La grotte Franchthi (en grec moderne : Σπήλαιον Φράγχθι) est une grotte du type abri sous roche située sur la rive nord de la baie de Kiláda (golfe Argolique) face au village de Kiláda, en Grèce. 
Les fouilles réalisées à partir de 1967 ont permis de mettre en évidence une occupation de près de 35 000 ans, du Paléolithique supérieur au Néolithique, avec vraisemblablement des périodes d'abandon. La dernière occupation du site remonte à 3000 av. J.-C. au Néolithique final. C'est un exemple rare d'installation avec une période d'occupation aussi longue, et également un des sites les mieux connus de l'âge de pierre en Europe méridionale.

## Situation
L'abri sous roche, assez vaste, se trouve sur la pente d'une colline dominant la baie de Kiláda. Kiláda est un village dépendant du district municipal de Kranidi, dème d'Hermionide, dans l'est du Péloponnèse.
Le niveau de la mer était plus bas qu'aujourd'hui pendant le dernier maximum glaciaire et il y avait une plaine côtière au pied de la colline ; au contraire, il était plus élevé pendant la transgression maritime du début du Néolithique, de sorte que l'agriculture apparaît au moment où les terres cultivables sont réduites au minimum.

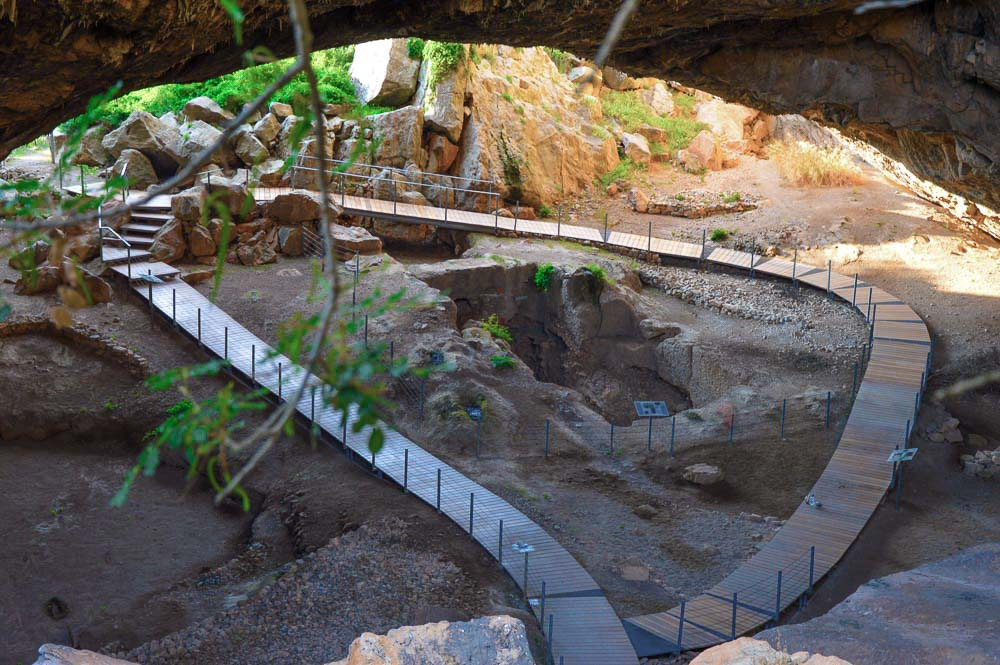
L'aménagement de la grotte

## Histoire des fouilles
T.W. Jacobsen, professeur d'archéologie et d'études classiques à l'université de l'Indiana, et  M. H. Jameson débutent les travaux sur le site en 1967 pour des fouilles considérées tout d'abord comme devant durer une seule saison. Il est rapidement évident que le site est plus important que ce que les fouilleurs avaient prévu d'emblée. Les fouilles se poursuivent jusqu'en 1976, avec des campagnes complémentaires en 1979, 1981 et 1985. Elles ont porté sur la grotte elle-même, mais aussi sur le rivage à son pied.
Le matériel issu des fouilles est conservé et en partie exposé au musée archéologique de Nauplie. La grotte elle-même a été aménagée pour permettre sa visite ; l'accès est fermé en dehors des heures de visite.

## La grotte au Paléolithique
Pendant une grande partie de son histoire, Franchthi était davantage éloignée du littoral qu'aujourd'hui. Ainsi, les générations successives d'habitants de la grotte ont pu voir peu à peu submergée la plaine côtière qui leur faisait face.
L'étude paléobotanique du site est incomplète. Les couches sédimentaires font totalement défaut pour la période de 17 000 à 13 000 avant le présent (AP). À d'autres époques, en l'absence d'habitat humain et donc de feu, les graines les plus fragiles ne sont pas conservées par la carbonisation : seules certaines semences laissent des vestiges par leur minéralisation comme les boraginacées.

## La grotte au Néolithique
Les archéologues ont à peu près abandonné pour la Grèce l'hypothèse de la transformation d'une société de chasseurs-cueilleurs par un processus endogène de domestication des espèces locales : la culture néolithique apparaît à Franchthi entièrement constituée et sans doute venue de l'extérieur avec agriculture et élevage, après un hiatus d'occupation de 500 ans. Les restes carbonisés indiquent une consommation de fruits tels que les amandes, poires et noix. Les premiers paysans néolithiques abandonnent complètement la cueillette d'orge et avoine sauvage pour se consacrer à la culture de l'amidonnier puis de l'orge vêtue et de l'engrain. Ils faisaient paître leurs chèvres et moutons sur les collines environnantes où ils trouvaient des sources pérennes. La date d'apparition de la céramique est incertaine.